# H.R.
H.R., pseudonimo di Paul Hudson (Londra, 11 febbraio 1956), è un cantante statunitense.
È il cantante del gruppo hardcore punk Bad Brains. Il suo pseudonimo H.R. sta per "Human Rights".